# Банско (връх)
Връх Банско (на английски: Bansko Peak) е скалист връх на остров Ливингстън в Западна Антарктика с надморска височина 280 m.

## Местоположение
Върхът се издига се в източния край на Делчевия хребет в Тангра планина на остров Ливингстън. Намира се на 690 метра североизточно от връх Карлово, 500 метра на изток-североизток от Мальовишки камък и 420 метра югозападно от връх Люлин.
Географски координати: 62°36′49.3″ ю. ш. 59°48′48.5″ з. д. / 62.613694° ю. ш. 59.813472° з. д.

## Картографиране
Топографското проучване е от българска експедиция през 2004/2005. Картографиран е в 2009 година.

## Произход на името
Върхът е наименуван на българския град Банско в Пиринска Македония.

## Карти
- L.L. Ivanov et al. Antarctica: Livingston Island and Greenwich Island, South Shetland Islands. Scale 1:100000 topographic map. Sofia: Antarctic Place-names Commission of Bulgaria, 2005.
- L.L. Ivanov. Antarctica: Livingston Island and Greenwich, Robert, Snow and Smith Islands. Scale 1:120000 topographic map.  Troyan: Manfred Wörner Foundation, 2009. (Second edition 2010.)